# Fáy Aladár
Fáy Aladár (Budapest, 1898. április 11. – Budapest, 1963. február 18.) magyar festő, grafikus, képzőművész tanár, mindhárom minőségében jelentős hatást gyakorolt a huszadik század első felének magyar képzőművészetére. Az 
Iparművészeti Főiskola egykori rektora.

## Élete

### Korai évek
Tanulmányait a Képzőművészeti Főiskolán végezte, Csók István tanítványaként. Festészetének korai korszaka az alföldi posztimpresszionista hagyományhoz kapcsolódik.
1923-ban megnősült.

### Főiskolai tanársága
1923 – 1943 között a Budapest Székesfőváros Iparrajz Iskolában a díszítőfestő szak tanára volt. Tanítványait a magyar népművészet szellemében oktatta. Elemezte a népművészet sajátságait, és a tanulságokat 18 évi tanítás után a Turul Kiadónál megjelent A magyarság díszítő ösztöne című könyvében írja meg (újra kiadva: Püski Kiadó, 1994). Ebben (és más munkáiban ill. beszédeiben) elutasította, hogy a létező "izmusokat" vagy valami mesterséges új izmust tekintsünk a huszadik századi magyar művészet reprezentatív irányzatának (ezt "mesterségesen kiagyalni marhaság"). A mű utószavában a következőképp jellemezte a népművészet és a polgári művészet viszonyát:
„A népművészet fölhasználásának helyes útja nem az, hogy a nép díszítményeit egyszerűen átmásoljuk polgári tárgyakra, sem az, hogy a nép díszítőelemeit idegen szellemű tervekbe kényszerítsük, hanem az, hogy aknázzuk ki egyetemes emberi értékeit s olyan nemzeti stílust alakítsunk, amely a szellemében és díszítőerejében magyar gyökerű.” Fáy hatása nemcsak sok magyar iparművészeti alkotáson, de még rajzfilmjeinken is érezhető.

### A Képírók
A harmincas évektől kezdve a festészetében új, de a hagyományokhoz kötődő magyar stílus megvalósítására tett kísérletet, a magyar népművészet esztétikai nyelvezetét követve. 1930 táján rokon lelkekre talált a Magyar Képírók Társaságában, mely 1941-ben az elnökévé választotta, és segítette könyve kiadásában.
A sajátosan magyar, új, de nem mesterséges stílus megteremthetőségében kételkedő nagybátyjához, Edvi Illés Ödönhöz írott levél következő mondatai foglalják össze terveit:
„A mi törekvésünk az, hogy olyan képstílus törekvését indítsuk meg, ami annyira sajátosan magyar, mint japán a japán…”; „… olyan képstílust, ami a magyar népművészet sajátos ízlésével ugyanazt a közvetlen kapcsolatot mutatja, amit a klasszikus képstílus a klasszikus ornamentika ízlésével – ez a vezérfonalunk.”

### A háború
A harmincas években bekerül a Horthy-rendszertől független (sőt annak több kérdésben ellenzékét képező) értelmiség egyes csoportjait egyesítő, zárt körű társaságba, a Magyar Testvéri Közösségbe – olyan résztvevőkkel, mint például Arany Bálint (1901–1987), mely "fedőszervként" létrehozza a Honszeretet Baráti Egyesületet. Az Egyesület kulturális és politikai tevékenységet is folytatott, például egyengette Kiss János altábornagy közvetítésével a kormányzó oroszokkal való kapcsolatfelvételét, illetve támogatta a népi írók mozgalmát, utóbbi kapcsán Fáy részt vett 1942 augusztusában a Népi Írók balatonszárszói találkozóján. Fáy Aladár hasonló elveket vallott és hasonló munkát végzett a közfigyelemnek a valódi (a petőfi-epigonizmuson túlmutató) népművészetre irányításával a képzőművészetben, mint a népi írók a magyar irodalomban .
Könyve ismertté tette, és 1941 végétől a Képzőművészeti Főiskola Iparművészet Tanszékének vezető professzora volt. E poszton nem maradt sokáig, mert 1943-ban hívatta Szinnyei Merse Jenő vallás és közoktatási miniszter, aki látva a közelgő háborús katasztrófát, arra kérte, hogy vállalja el az Iparművészeti Iskola nyugdíjazás miatt megürülő igazgatói állását (mégpedig azzal a rejtett céllal, hogy az iskola nagy értékű gyűjteményét – az Iparművészeti Múzeum is ide tartozott, Európa negyedik legnagyobb gyűjteményével – műhelyeit, tanárait, diákjait tartsa itthon, mentse át a hazának a háború utánra). : ”… Az alagsorban levő műhelyeket befalazzák, a nagy értékű gyűjteményt a szomszéd házak pincéiben rejtik el. Se a tanárok, se a diákok nem települhetnek nyugatra, mert folyik a tanítás (még 1944 decemberében is). Így a nyilas kormány rendelkezéseinek ellenszegülve az embereket és … a nagy értékű gyűjteményt megmentették mind a nyugatra szállítástól, mind a szovjetektől.” – írták gyermekei a Fáy Aladár élete és művészete című emlékkönyvben.
Az MTK és az Egyesület náci- és fasisztaellenes tevékenységét a német "szövetségesek" nem nézték jó szemmel, Fáyt ennek kapcsán és egy feljelentést követően a Gestapo behívatta, "de valahogy sikerül kimagyarázkodnia". A zaklatások, háborús gondok miatt Budapest ostromának idejére Fáy, noha még nincs ötvenéves, már teljesen megőszült.

### A háború után
A háború után a népművelésben tevékenykedett, a Magyar Parasztszövetség népfőiskolái részére írt tankönyvet. A magyar parasztság szellemi, anyagi és politikai önállóságának hirdetője. 1945-ben belépett a Független Kisgazdapártba, és megkezdődött a háború miatt szétszóródott Magyar Testvéri Közösség újjászervezése is. Tevékenységét – bár elvei nem zárják ki, sőt támogatják az önkéntes szövetkezést – a szövetkezesítést erőszakosan, felülről és a parasztság ellenében, sőt annak kárára megvalósítani akaró Rákosi-diktatúra kezdettől fogva gyanakvással figyelte, az önállósulásra és a "proletárdiktatúrától" való függetlenségre törekvő parasztmozgalmakban riválist és fasiszta  összeesküvést gyanítva. 1946. december 20-án a kommunista hatalom elérkezettnek látja az időt a leszámolásra: a Rajk László irányította ÁVO letartóztatta Fáy Aladárt.
A Független Kisgazdapárt szétzúzását célzó koncepciós perben, a Magyar Közösség Perében (az ún. Demény-per után a második legnagyobb koncepciós per, több mint 200  vádlottal) vádlottként kerül a bíróság elé. A vádlottak csoportokra oszlottak, Fáy az ún. Mistéth-csoportba kerül (Mistéth Endre volt a csoport fővádlottja), 1947. augusztus 1-jén. Mivel Fáyt tartották a Közösség főideológusának, ítélete szigorú volt: kilenc évre ítélték Népköztársaság-ellenes összeesküvés címén, büntetését Vácott és a budapesti Gyűjtőfogházban töltötte. 1950-től ÁVO átvette a rabtartó intézmények irányítását, fokozódott a tartás szigorúsága, csomagot nem kaphattak, látogatót nem fogadhattak, a kegyetlenkedések rendszeressé váltak. Vácon az embertelen munkakörülmények miatt Fáy felfázott, és amikor emiatt engedély nélkül vécére ment, büntetésből kurtavasra verték (ezt a középkori jellegű büntetést már a Monarchia seregében is két órára limitálták). A többi rab általában nem tudott aludni a karikába kötöttek üvöltésétől, de ezen az éjszakáén Fáy érdekes történetek mesélésével vonta el megkötözött társai figyelmét a fájdalmukról. Bár a börtön Fáy akaraterejét nem tudta megtörni, egészsége tönkrement. Nagy Imre első miniszterelnöksége után, 1953 őszétől kezdve enyhülés következett be a börtönökben is. A rabok normális rabmunkát (nem kényszermunkát) végezhettek, Fáy a Gyűjtőfogház festőműhelyében dolgozott, s emellett 100 kiváló aqvarellt festett emlékezetből, különféle állatokról.

### Késői évek
1954-ben, hét és fél évi raboskodás után váratlanul szabadult „a szabad emberek börtönéből a rab emberek országába” (hivatalosan ideje 1/4-ének elengedésével, valójában túltöltötte a büntetést). Hogy részt vehessen a közéletben, arról természetesen szó nem lehetett. Nem lehetett tagja a Művészeti Alapnak, festékhez és vászonhoz sem juthatott. Barátai révén kisebb munkákhoz jutott. Állásvesztése miatt nyugdíja sem lehetett. Helyzete nagyjából rendeződött, amikor segédmunkásként dolgozhatott a Fővárosi Állat- és Növénykertben dr. Anghi Csaba főigazgató jóvoltából. Fáy írta a ketrecek feliratait. Emellett mintegy 1200 rajzot készített az ottani állatokról életének még hátralévő 6 éve alatt. „Ilyen részletes madárillusztráció-gyűjteményt, mint amilyent Fáy Aladár hagyatéka őriz, senki más madárillusztrátorunk sem készített …” (Kádár Zoltán, művészettörténész). Újrafestett festménye, A Vihar, és utolsó műve, a Varjak az elmúlás, fenyegetettség hangulatát idézi.

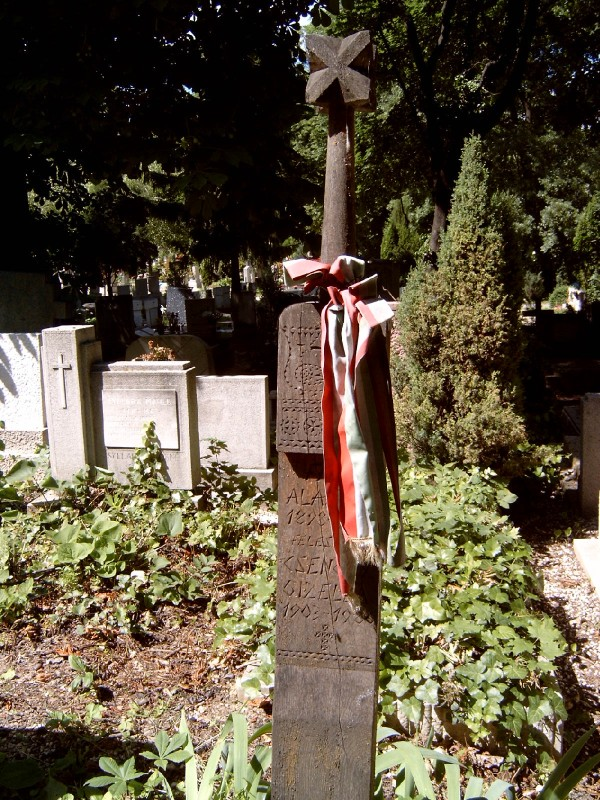
Fáy Aladár sírja Budapesten. Farkasréti temető: 1/6-2-25.

A börtön és az azt követő nélkülözés szervezetét nagyon megviselte. Asztmája és az ebből kialakult tüdőtágulása egyre több gondot okozott neki. 1963-ban halt meg. Kiszabadulása után egy évvel élt többet, mint amennyit a börtönben töltött.

## További adatok munkásságáról
Korai művein a szecesszió hatása is érezhető. Legtöbb munkája állatábrázolás, a természetben élő lények, emberek, állatok, növények ábrázolásával foglalkozott. Néhány festmény kivétel ez alól, például a korai éveiben, 1929-ben festett Ködváros illetve Ezüstváros, illetve azok a festményei, melyeket Arany János költészete ihletett (Hunor-Magyar ciklus, Keveháza, illetve egy csatakép).
Legtermékenyebb időszaka az 1930-as évek voltak.
Ha nincs a háború, Fáy és munkatársai lehettek volna az első magyar rajzfilm készítői, ehhez ugyanis hozzákezdtek, de nem tudták befejezni.
Életében nem volt önálló kiállítása (bár műveit a Képírók Társasága bemutatóin a nagyközönség többször is megtekinthette). Első önálló (de közel sem teljes életművét bemutató) kiállítását Budapesten a Magyarok Házában tartották a rendszerváltás után (a kiállítás a család és Lakatos Miklós nyugdíjas gépészmérnök pénzügyi támogatásával valósult meg). Jellemző, hogy a kiállítás még ebben az időben is támadásokat kapott amiatt, hogy egy elítélt művész műveiből állt össze. Később több más kiállításán is találkozhatott műveivel a közönség.